# Carl Gustaf Löwenhielm
Karl Gustaf Löwenhielm (ur. 5 stycznia 1701, zm. 7 marca 1768 w Sztokholmie) – szwedzki kanclerz rady królewskiej i jurysta.  Był przewodniczącym Szwedzkiej Rady Królewskiej od roku 1765 do swej śmierci.
Od 1719 studiował prawo. W roku 1747 został kanclerzem sprawiedliwości.